# Tyler (Minnesota)
Pour les articles homonymes, voir Tyler.
La ville de Tyler est située dans le comté de Lincoln, dans l’État du Minnesota, aux États-Unis. Sa population s’élevait à 1 143 habitants lors du recensement de 2010, estimée à 1 082 habitants en 2017.
Le district historique de Danebod, au sud de Tyler, est reconnu pour son importance culturelle et architecturale par le Registre national des lieux historiques depuis 1975.